# Ogmaster capella
Ogmaster capella är en sjöstjärneart som först beskrevs av Müller och Franz Hermann Troschel 1842.  Ogmaster capella ingår i släktet Ogmaster och familjen ledsjöstjärnor. Inga underarter finns listade i Catalogue of Life.